# Piedrabuena
Piedrabuena és un municipi de la província de Ciudad Real a la comunitat autònoma de Castella-La Manxa.

## Història
El primer fet històric que mostra l'existència de Piedrabuena data de 1187 per la Butlla del Papa Gregori VIII havent estat antany terra de passada de moltes cultures. Després de la batalla de Las Navas de Tolosa, Piedrabuena formarà part de l'Orde de Calatrava durant la reconquesta cristiana la qual cosa va significar una dura pugna entre aquesta i l'arquebisbat de Toledo per posseir aquest municipi castellà en estar limítrof amb el alfoz toledà.
Durant el segle xvi en el regnat de Felip II se succeiria el desmembrament i desamortització de terres circumdants, Piedrabuena inclosa que seria venuda a Do Alonso de Mesa, capità destacat de l'armada espanyola després de les conquestes a Perú, la qual cosa ho va convertir en el primer senyor (i per què no dir-ho) propietari de Piedrabuena. Al llarg de la història i fins a un passat no gaire llunyà se succeirien els canvis de propietaris i desamortitzacions per la zona i pel poble.
El 1948 hi fou detingut el maquis antifranquista Ramón Guerreiro Gómez.

## Personatges destacats
- Mónico Sánchez Moreno, inventor.
- Florencio Sánchez Sánchez artesà, pintor i poeta.
- Nicolás del Hierro poeta, escriptor, guionista, crític literari espanyol.